# Onthophagus freyi
Onthophagus freyi là một loài bọ cánh cứng trong họ Bọ hung (Scarabaeidae).